# Маженін (Великопольське воєводство)
Маженін (пол. Marzenin, нім. Märzen) — село в Польщі, у гміні Вжесня Вжесінського повіту Великопольського воєводства.
Населення — 648 осіб (2011).
У 1975-1998 роках село належало до Познанського воєводства.

## Демографія
Демографічна структура станом на 31 березня 2011 року:
|          | Загалом | Допрацездатний вік | Працездатний вік | Постпрацездатний вік |
| -------- | ------- | ------------------ | ---------------- | -------------------- |
| Чоловіки | 309     | 54                 | 230              | 25                   |
| Жінки    | 339     | 85                 | 184              | 70                   |
| Разом    | 648     | 139                | 414              | 95                   |